# Бојан Бељански
Бојан Бељански (Бачка Паланка, 22. јун 1986) је бивши српски рукометаш који је играо на позицији пивота. Каријеру је започео у Синтелону из Бачке Паланке. Са репрезентацијом Србије освојио је сребрну медаљу на Европском првенству 2012. и учествовао на Олимпијским играма у Лондону.